# Commissione King-Crane
La Commissione King-Crane è stata una commissione d'inchiesta del governo statunitense che nell'estate 1919 visitò le regioni non turche dell'ex Impero ottomano allo scopo di fornire al Presidente Woodrow Wilson indicazioni in merito alla politica sui mandati da raccomandare alla Società delle Nazioni.

## Composizione
La Commissione era composta dal teologo Henry Churchill King (Presidente dell'Oberlin College) e da Charles R. Crane, un importante sostenitore del Partito Democratico.

## Contesto
La Commissione iniziò le attività con notevole ritardo (la Conferenza di pace di Parigi si era già conclusa) e durante le visite nelle ex province ottomane di Palestina, Siria e Libano incontrò notevoli difficoltà a causa dei forti interessi coloniali di Francia e Gran Bretagna che - durante il corso della prima guerra mondiale - avevano già concluso un accordo segreto per spartirsi questi territori.

## Conclusioni
Nelle sue conclusioni - che vennero pubblicate solo nel 1922 - la Commissione stabilì che il Medio Oriente non era pronto per l'indipendenza e raccomandò che venissero stabiliti su quei territori dei mandati il cui scopo era accompagnare un processo di transizione verso per l'autodeterminazione.
Al contrario, la Commissione si espresse a favore della creazione di uno Stato armeno in quanto - dopo i massacri subiti durante la guerra - difficilmente si sarebbe potuto credere che la Turchia avrebbe rispettato i diritti delle popolazioni armene.